# Попов Микола Федорович
Попо́в Мико́ла Фе́дорович (6 грудня 1865 м. Суми — 28 листопада 1945 м. Москва) — лікар, оториноларинголог, доктор медичних наук (1936), професор (1938).

## Життєпис
У 1885 закінчив Сумську гімназію. Навчався 1885—1889 на природничому відділенні фізично-математичному факультеті Новоросійського університету в Одесі (у професорів О. О. Ковалевського та В. В. Зеленського). Закінчив 1893 медичний факультет Московського університету. Пацював над знищенням епідемії холери в Орловській губернії. Із 1894 року — екстерн у клініках Московського університету, 1895—1897 — санітарний лікар у Тверському земстві. Із 1897 — асистент клініки хвороб вуха, носа і горла Московського університету, яку очолював професор С. Ф. Штейн, з 1902 року — ординатор Голіцинської лікарні в Москві. Одночасно працював в Інституті гістології Московського університету (у професора І. Ф. Огньова), з 1912 — на кафедрф хвороб вуха, носа і горла Московських жіночих курсів (завідувач Л. І. Свержевський), що згодом стали 2-м Московським медичним інститутом.

## Наукова діяльність
Попов запропонував оригінальну методику препарування лабіринту і створив порівняльно-анатомічну (еволюційну) колекцію препаратів вуха хребетних, починаючи з риб (міног) і закінчуючи людиною. Першим провів експериментально-гістологічні роботи на орган слуху, провів експерименти на білих мишах із вибухом і вперше описав часткову облітерацію кісткової капсули равлика від дії звуків. Питання впливу повітряної контузії на слуховий аналізатор вивчались ним і пізніше (1932). Описав гістопатологію слухового органу при висипному (1925) і зворотному (1937) тифах, вплив дії хімічних речовин на вухо (1938).

## Творчий доробок
«К вопросу об изменениях в улитке, вызванных экспериментально звуковым раздражителем». — М.,1914; «Клиническая гистология уха человека. Техника микроскопического исследования органа слуха человека. Секционная техника органа слуха» // Болезни уха, носа и горла. — К., 1936. — Т.1. — Ч.1.